# Корелин, Михаил Сергеевич
Михаил Сергеевич Корелин (1855—1899) — русский историк. Доктор, ординарный профессор Московского университета.

## Биография
Михаил Корелин родился в деревне Комлево Московской губернии в зажиточной крестьянской семье мельника. Учился в Рузском уездном училище (1866—1868), 1-й московской гимназии   (1869—1876) и Московском университете, где окончил (1880) историко-филологический факультет со степенью кандидата и золотой медалью за сочинение по легенде о Фаусте (одна глава этой работы была напечатана в «Вестнике Европы» в 1882 году). Его привлекает биографический метод, он пишет реферат «Личность царя Ивана IV Васильевича Грозного» и делает вывод, что «для историка личная добродетель исторического деятеля вещь второстепенная, лишь бы только он в общественной жизни имел важное значение. Если Петра I, например, рассматривать с моральной точки зрения, то его, конечно, нельзя было бы назвать великим».
В 1880 году Корелин по рекомендации В. И. Герье был оставлен в университете на кафедре всеобщей истории для подготовки к профессорскому званию. В это время он начал преподавать в гимназических классах Лазаревского института и на Московских высших женских курсах. В 1882—1885 годах он читал курс культуры в консерватории.

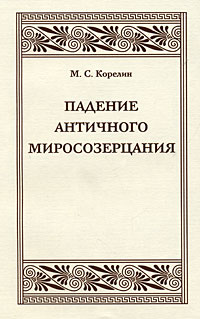

Главный научный интерес Корелина сначала был направлен на культурную историю, в связи с историей литературы и искусства.
В 1885—1887 годах Корелин жил за границей, преимущественно в Италии и Франции, работая над своей магистерской диссертацией.
С 1888 года начал читать лекции (в первое время — по истории искусства) в Московском университете, в качестве приват-доцента, написал целый ряд журнальных статей по итальянскому гуманизму; был назначен в 1890 году экстраординарным профессором. Корелин исследовал характер гуманистического мировоззрения, не связывая возникновение гуманизма с социально-экономическими условиями; он рассматривал его как самостоятельное идеологическое течение.
В 1892 году за диссертацию  «Ранний итальянский гуманизм и его историография», в виду её выдающихся достоинств, он получил сразу степень доктора всеобщей истории, минуя степень магистра и звание ординарного профессора кафедры всеобщей истории Московского университета.  Академия наук присудила ему одну из своих премий. Он долго и много работал над этой диссертацией, собирая и изучая редкий печатный и рукописный материал в библиотеках и архивах Италии, Франции, Германии, Англии. Первоначальный замысел был — биография гуманиста Лоренцо Валлы, которая бы начиналась введением в историю гуманизма. В результате Введение разрослось в громадную книгу, — более чем в тысячу страниц, в которой говорилось о двухстах семидесяти гуманистах или людях, родственных им по направлению, причём, говорилось много нового на основании их печатных сочинений и даже на основании рукописного материала, которые ранее почти совсем не изучались историками гуманизма.
По возвращении в Москву он преподавал в частной женской школе З. Д. Перепёлкиной, во 2-й женской гимназии, у частных лиц — Рябушинских, Сабашниковых. В 1889—1890 и 1891—1892 годах он принимал участие в систематических курсах публичных лекций («Важнейшие моменты в развитии средневекового папства» и «Культурный кризис в Римской империи»). Корелин также занимался популяризацией культурной истории в иллюстрированных лекциях, которые читал для воспитанников средних учебных заведений («Египетские боги и их храмы», «Миланский собор и его строители»). Участвовал в работе Комитета грамотности и Исторического общества при Московском университете.

## Сочинения
- Западная легенда о докторе Фаусте. Опыт исторического исследования // Вестник Европы. — 1882. — № 11—12
- Иллюстрированные чтения по культурной истории. Выпуск 1. Египетские боги, их храмы и изображения. — М., 1894. — 72 с.
- Падение античного миросозерцания…. — СПб., 1895 (2-е изд. — 1901)
- Очерки итальянского Возрождения. — 1896. (2-е изд. — 1910)
- История Древнего Востока (курс 1894–1895). — М., 1901. — 280 с.
- Важнейшие моменты в истории средневекового папства. — СПб., 1901
- Ранний итальянский гуманизм и его историография (2-е изд. — 1914: Т. 1; Т. 2; Т. 3; Т. 4; Алфавит указатели к Т. 1—4))
- Ассирийский народ и его боги покровители. — 3-е изд. — М.: Типо-литогр. Т-ва И. Н. Кушнерев и К, 1912. — 73 с. — (Иллюстрированные чтения по культурной истории; вып. 4).

Использовал при публикациях псевдонимы: М. Комлев, М. Комлевский.